# Сан-Пайю-де-Візела
Сан-Пайю-де-Візела (порт. São Paio de Vizela; МФА: [ˈsɐ̃w ˈpaj.u dɨ vi.ˈze.ɫɐ]) — парафія в Португалії, у муніципалітеті Візела. Розташована в північно-західній частині країни, на теренах історичної португальської провінції Дору-Міню. Входить до складу округу Брага. За адміністративним поділом, чинним до 1976 року, терени парафії були складовою провінції Міню. Належить до Бразької архідіоцезії Католицької церкви. Патрон — святий Пелагій. Площа — 2,4782 км². Населення — 1503 ос. (2011). Слабо урбанізований регіон. Густота населення — 606,49 осіб/км²
. Код — 031407.

## Назва
- Візела (Сан-Пайю) (порт. Vizela (São Paio)) — офіційна назва.

## Населення
| Кількість мешканців | Кількість мешканців | Кількість мешканців | Кількість мешканців | Кількість мешканців | Кількість мешканців | Кількість мешканців | Кількість мешканців | Кількість мешканців | Кількість мешканців | Кількість мешканців | Кількість мешканців | Кількість мешканців | Кількість мешканців | Кількість мешканців |
| ------------------- | ------------------- | ------------------- | ------------------- | ------------------- | ------------------- | ------------------- | ------------------- | ------------------- | ------------------- | ------------------- | ------------------- | ------------------- | ------------------- | ------------------- |
| 1864                | 1878                | 1890                | 1900                | 1911                | 1920                | 1930                | 1940                | 1950                | 1960                | 1970                | 1981                | 1991                | 2001                | 2011                |
| 462                 | 453                 | 425                 | 444                 |                     |                     |                     | 623                 | 740                 | 881                 | 880                 | 947                 | 1 206               | 1 394               | 1 503               |